# Futbol a Eslovènia

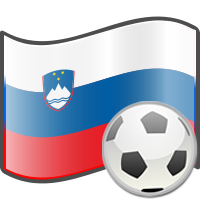

El Futbol a Eslovènia és dirigit per l'Associació de Futbol d'Eslovènia (Nogometna zveza Slovenije). Des del 1991 participa competicions internacionals com a nació independent.

## Història

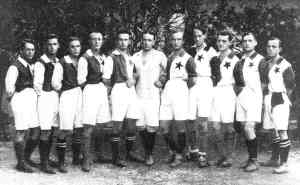
SK Ilirija el 1920.

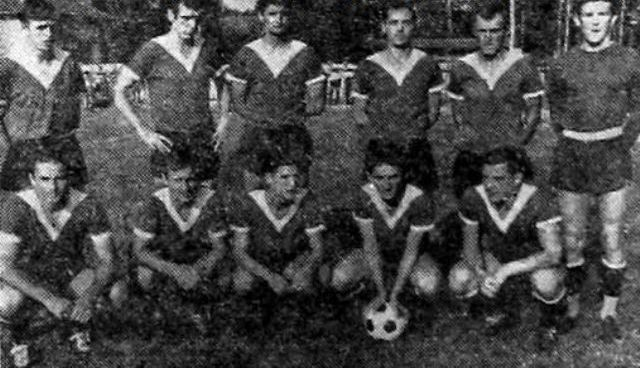
Olimpija el 1967.

A Eslovènia el primer gran club del país fou el SFK Ilirija de Ljubljana, club molt destacat a les competicions iugoslaves d'abans de la Segona Guerra Mundial. En aquest període també destacaren el NK Ljubljana, l'ASK Primorje, també de la capital del país, o el ISSK Maribor.
Després de la Segona Guerra Mundial els dos grans clubs del país foren el SCT Olimpija Ljubljana (fundat el 1911) i el NK Maribor Branik (fundat el 1960). Eslovènia esdevé independent l'any 1991 i les seves competicions futbolístiques se separen de les de Iugoslàvia, afiliant-se directament a la UEFA.
La selecció de futbol d'Eslovènia s'ha classificat per l'Eurocopa de 2000, la Copa del Món de futbol de 2002 i la Copa del Món de futbol de 2010).

## Competicions
- Lliga eslovena de futbol
- Copa eslovena de futbol
- Supercopa eslovena de futbol

## Principals clubs
- NK Olimpija Ljubljana (†) (Ljubljana)
- NK Maribor (Maribor)
- ND Gorica (Nova Gorica)
- NK Domžale (Domžale)
- NK Publikum Celje (Celje)
- NK Mura (Murska Sobota)
- NK Primorje (Ajdovščina)
- FC Koper (Koper)
- NK Olimpija Ljubljana (Ljubljana)

## Jugadors destacats
Font:
Des de 1920
- Maksimilijan Mihelčič
- Stanko Tavčar

Des de 1950
- Edvard Hočevar
- Ivan Toplak

Des de 1970
- Vili Ameršek
- Branko Oblak
- Danilo Popivoda

Des de 1980
- Marko Elsner
- Srečko Katanec
- Matjaž Kek

Des de 1990
- Aleš Čeh
- Primož Gliha
- Darko Milanič
- Željko Milinovič
- Džoni Novak
- Miran Pavlin
- Sašo Udovič
- Zlatko Zahovič

Des de 2000
- Milenko Ačimovič
- Samir Handanović
- Amir Karić
- Aleksander Knavs
- Milan Osterc

Des de 2010
- Jan Oblak

## Principals estadis
- Estadi Ljudski vrt (Maribor)
- Estadi Arena Petrol-Športni Park pod Golovcem (Celje)
- Estadi Centralni Bežigrad (Ljubljana)